# Philippe Toledo
Philippe Dominique Toledo (n. en Aviñón, Francia, 18 de diciembre de 1983) es un futbolista hispano-francés que jugó en equipos como el FC Cartagena, Real Jaén y CD Guadalajara.

## Clubes
| Club                                  | País    | Año       |
| ------------------------------------- | ------- | --------- |
| Categorías inferiores Nîmes Olympique | Francia | -2002     |
| Real Zaragoza B                       | España  | 2002-2005 |
| Elche CF                              | España  | 2005-2006 |
| Levante B                             | España  | 2006      |
| Elche CF                              | España  | 2007      |
| FC Cartagena                          | España  | 2007-2008 |
| Valencia Mestalla                     | España  | 2008-2009 |
| Real Jaén                             | España  | 2009-2011 |
| AD Ceuta                              | España  | 2011      |
| Gandia                                | España  | 2012      |
| FC Villefranche                       | Francia | 2012-2013 |
| CD Guadalajara                        | España  | 2013-2015 |